# CHL Top Prospects Game
Das CHL Top Prospects Game ist ein Eishockeyspiel ähnlich einem All-Star-Game, das jährlich von der Canadian Hockey League ausgetragen wird. Dabei treten die vierzig für den NHL Entry Draft höchst eingeschätzten Nachwuchsspieler aus den drei dem Dachverband unterstellten Major-Junior-Ligen Ontario Hockey League, Ligue de hockey junior majeur du Québec und Western Hockey League gegeneinander an, um sich vor den Augen der NHL-Scouts und General Manager der National Hockey League für eine bessere Draft-Position zu empfehlen. Zwischen 1992 und 1995 wurde die Veranstaltung unter dem Namen CHL All-Star-Challenge ausgetragen. Dabei traten Spieler einer Liga gegen Akteure der beiden anderen Ligen an. Dieser Modus wurde nach der Challenge 1995 geändert, woraufhin ab 1996 das heute bekannte CHL Top Prospects Game ausgetragen wird.

## Austragungsmodus
Seit 1996 werden die zwei teilnehmenden Teams von Prominenten des Eishockeysports trainiert, üblicherweise sind dies Don Cherry und Bobby Orr. Auch Tiger Williams, Kelly Hrudey, John Davidson, Pat Burns, Scotty Bowman, Grant Fuhr, Glenn Anderson, Don Nachbaur, Kelly Kisio, Lanny McDonald und Mike Vernon trainierten je einmal eine Mannschaft, wobei im Jahr 2008 das Team White von Grant Fuhr, Glenn Anderson und Don Nachbaur betreut wurde, während Kelly Kisio, Lanny McDonald und Mike Vernon das Team Red anleiteten.

## Ergebnisse
| Jahr | Sieger            | Ergebnis          | Verlierer         | Veranstaltungsort                                 |
| ---- | ----------------- | ----------------- | ----------------- | ------------------------------------------------- |
| 1992 | Team West         | 5:4               | Team East         | SaskPlace, Saskatoon, Saskatchewan                |
| 1993 | WHL/OHL           | 7:5               | LHJMQ             | Montréal Forum, Montréal, Québec                  |
| 1994 | WHL/OHL           | 9:7               | LHJMQ             | Moncton Coliseum, Moncton, New Brunswick          |
| 1995 | WHL/LHJMQ         | 8:3               | OHL               | Kitchener Memorial Auditorium, Kitchener, Ontario |
| 1996 | Team Cherry       | 9:3               | Team Orr          | Maple Leaf Gardens, Toronto, Ontario              |
| 1997 | Team Orr          | 7:2               | Team Cherry       | Maple Leaf Gardens, Toronto, Ontario              |
| 1998 | Team Cherry       | 4:2               | Team Orr          | Maple Leaf Gardens, Toronto, Ontario              |
| 1999 | Team Orr          | 4:3               | Team Cherry       | Pengrowth Saddledome, Calgary, Alberta            |
| 2000 | Team Orr          | 6:3               | Team Cherry       | Air Canada Centre, Toronto, Ontario               |
| 2001 | Team Orr          | 5:3               | Team Cherry       | Pengrowth Saddledome, Calgary, Alberta            |
| 2002 | Team Tiger        | 7:4               | Team Hrudey       | SaskPlace, Saskatoon, Saskatchewan                |
| 2003 | Team Cherry       | 4:3               | Team Orr          | Kitchener Memorial Auditorium, Kitchener, Ontario |
| 2004 | Team Orr          | 6:2               | Team Cherry       | John Labatt Centre, London, Ontario               |
| 2005 | Team Cherry       | 8:4               | Team Davidson     | Pacific Coliseum, Vancouver, British Columbia     |
| 2006 | Team Orr          | 7:2               | Team Cherry       | Scotiabank Place, Ottawa, Ontario                 |
| 2007 | Team Red          | 5:3               | Team White        | Colisée Pepsi, Québec City, Québec                |
| 2008 | Team White        | 8:4               | Team Red          | Rexall Place, Edmonton, Alberta                   |
| 2009 | Team Orr          | 6:1               | Team Cherry       | General Motors Centre, Oshawa, Ontario            |
| 2010 | Team Cherry       | 4:2               | Team Orr          | WFCU Centre, Windsor, Ontario                     |
| 2011 | Team Orr          | 7:1               | Team Cherry       | Air Canada Centre, Toronto, Ontario               |
| 2012 | Team Cherry       | 2:1               | Team Orr          | Prospera Place, Kelowna, British Columbia         |
| 2013 | Team Orr          | 3:0               | Team Cherry       | Halifax Metro Centre, Halifax, Nova Scotia        |
| 2014 | Team Orr          | 4:3               | Team Cherry       | Saddledome, Calgary, Alberta                      |
| 2015 | Team Orr          | 6:0               | Team Cherry       | Meridian Centre, St. Catharines, Ontario          |
| 2016 | Team Orr          | 3:2               | Team Cherry       | Pacific Coliseum, Vancouver, British Columbia     |
| 2017 | Team Cherry       | 7:5               | Team Orr          | Centre Vidéotron, Québec (Stadt), Québec          |
| 2018 | Team Cherry       | 7:4               | Team Orr          | Sleeman Centre, Guelph, Ontario                   |
| 2019 | Team Orr          | 5:4               | Team Cherry       | Westerner Park Centrium, Red Deer, Alberta        |
| 2020 | Team White        | 5:3               | Team Red          | FirstOntario Centre, Hamilton, Ontario            |
| 2021 | nicht ausgetragen | nicht ausgetragen | nicht ausgetragen | nicht ausgetragen                                 |
| 2022 | Team White        | 3:1               | Team Red          | Kitchener Memorial Auditorium, Kitchener, Ontario |
| 2023 | Team White        | 4:2               | Team Red          | Langley Events Centre, Langley, British Columbia  |
| 2024 | Team Red          | 3:1               | Team White        | Moncton Coliseum, Moncton, New Brunswick          |